# Quercus honbaensis
Quercus honbaensis — вид рослин з родини букових (Fagaceae). Належить до комплексу Q. langbianensis.

## Біоморфологічна характеристика
Це дерево до 12 метрів. Молоді гілочки сірувато-коричневі, кучеряво запушені. Листки (4)11–16.5 × (1.5)2–5.2 см, від ланцетних до зворотно-ланцетних; верхівка гостра; основа клиноподібна; край не хвилеподібний, чітко зазубрений у верхівкових 2/3 до 5/6; обидві поверхні голі; ніжка листка 0.8–1 см завдовжки, спочатку запушена, стає голою. Жолуді 2.3–2.8 см завдовжки, поодиноко або парні, від зворотно-яйцюватих до еліпсоїдних, тупі на верхівці; закриті на 1/3–1/2 чашечкою; чашечка сидяча, у діаметрі 1.5–1.8 см, заввишки 1.4–1.6 см, з 6–8 концентричними кільцями луски.

## Проживання
Ендемік В'єтнаму. Вид трапляється у вічнозелених лісах на висотах ≈ 225 метрів.